# Candida Morvillo
Candida Morvillo (Sorrento, 5 marzo 1974) è una giornalista e scrittrice italiana.

## Biografia
Giornalista e scrittrice, lavora al Corriere della Sera e risponde alla Posta del Cuore del Corriere del Mezzogiorno. È stata editorialista del Gruppo Editoriale RCS, ha risposto alla rubrica la posta del cuore su www.iodonna.it; è stata direttrice del settimanale di cronaca rosa Novella 2000, dal giugno 2008 al 7 settembre del 2011. Ha scritto per il settimanale A; ha lavorato cinque anni a Vanity Fair e, prima ancora a Oggi e Il Mattino. Ha pubblicato per Rizzoli La signora de segreti - il romanzo di Maria Angiolillo, amore e potere nell'ultimo salotto d'Italia, scritto con Bruno Vespa (2015); e il saggio La Repubblica delle veline, vita vezzi e vizi delle ragazze della tivvù dagli anni cinquanta ai giorni nostri (2004).
Nel 2014 ha firmato il suo primo romanzo: Le stelle non sono lontane, edito da Bompiani. Ha vinto, nel luglio 2006, il premio Ischia Internazionale di Giornalismo Angelo Rizzoli come miglior giornalista under 35 per la carta stampata e le agenzie. Sono sue l'intervista di coming out di Alessandro Cecchi Paone e gli scoop per Io Donna in cui ha ritrovato il figlio segreto di Maria Angiolillo, Udo Franck de Beurges, e un diamante rosa da 34,64 carati - valore circa 40 milioni di dollari - sparito dall'eredità del senatore Renato Angiolillo.
È stata nel cast del programma di Italia 1 Cronache Marziane, condotto da Fabio Canino, come intervistatrice. Nel 2011 ha condotto Telenovella su Canale Sky Lei Tv, ed è stata giurata, su Rai 1, di Miss Italia 2012. Il 4 dicembre 2013 ha raccontato la propria esperienza nei campi dei rifugiati politici in Mali all'interno del programma Mission con l'attore Francesco Pannofino. Nel 2014 ha partecipato al programma Glob di Rai 3 condotto da Enrico Bertolino, con una rubrica di ritratti di politici, "Diversamente italiani". Appare spesso in programmi televisivi come opinionista di temi di costume e società.

## Programmi televisivi
- Cronache marziane (Italia 1, 2004-2005) - intervistatrice
- Telenovella (Lei, 2011)
- Miss Italia (Rai 1, 2011) - giurata
- Mission (Rai 1, 2013) - - inviata
- Glob (Rai 3, 2014) - opinionista
- La pupa e il secchione (Italia 1, 2024) - giurata